# جوني هاميلتون (لاعب كرة قدم)
جوني هاميلتون (بالإنجليزية: Johnny Hamilton)‏ (10 يوليو 1949 بغلاسكو في المملكة المتحدة - 17 أكتوبر 2015) هو لاعب كرة قدم بريطاني في مركز الوسط. لعب مع سانت جونستون ونادي رينجرز ونادي ميلوول ونادي هيبرنيان وBlantyre Celtic F.C. ‏.

## وصلات خارجية
- جوني هاميلتون على موقع قاعدة بيانات كرة القدم.إي يو (الإنجليزية)